# Данчевский, Владимир Якимович
Владимир Якимович Данчевский (укр. Володимир Якимович Данчевський; род. 16 мая 1936, село Угерско, Станиславовское воеводство) — украинский государственный деятель, депутат Верховной рады Украины I созыва (1990—1994).

## Биография
Родился 6 августа 1947 года в селе Угерско Стрыйского повята Станиславовского воеводства Польской Республики (ныне в Стрыйском районе Львовской области Украины) в семье крестьян.
Окончил Львовский лесотехнический институт по специальности «инженер-технолог деревообработки».
С 1957 года работал на предприятиях в РСФСР. С 1965 года был начальником цеха, затем заместителем директора по производству Мукачевского мебельного комбината. С 1980 года работал директором Мукачевского завода торгового оборудования, с 1984 года — директором Мукачевской экспериментальной лыжной фабрики.
Являлся членом КПСС с 1968 года, избирался депутатом Мукачевского городского совета.
В 1990 году в ходе первых альтернативных парламентских выборов в Украинской ССР был выдвинут кандидатом в народные депутаты трудовым коллективом Днепропетровского завода тяжёлых прессов, 18 марта 1990 года в первом туре был избран народным депутатом Верховного совета Украинской ССР XII созыва (в дальнейшем — Верховной рады Украины I созыва) от Мукачевского избирательного округа № 168 Закарпатской области, набрал 58,15 % голосов среди 9 кандидатов. В парламенте являлся членом комиссии по вопросам обороны и государственной безопасности. Депутатские полномочия истекли 10 мая 1994 года.